# ساحة 14 جانفي 2011

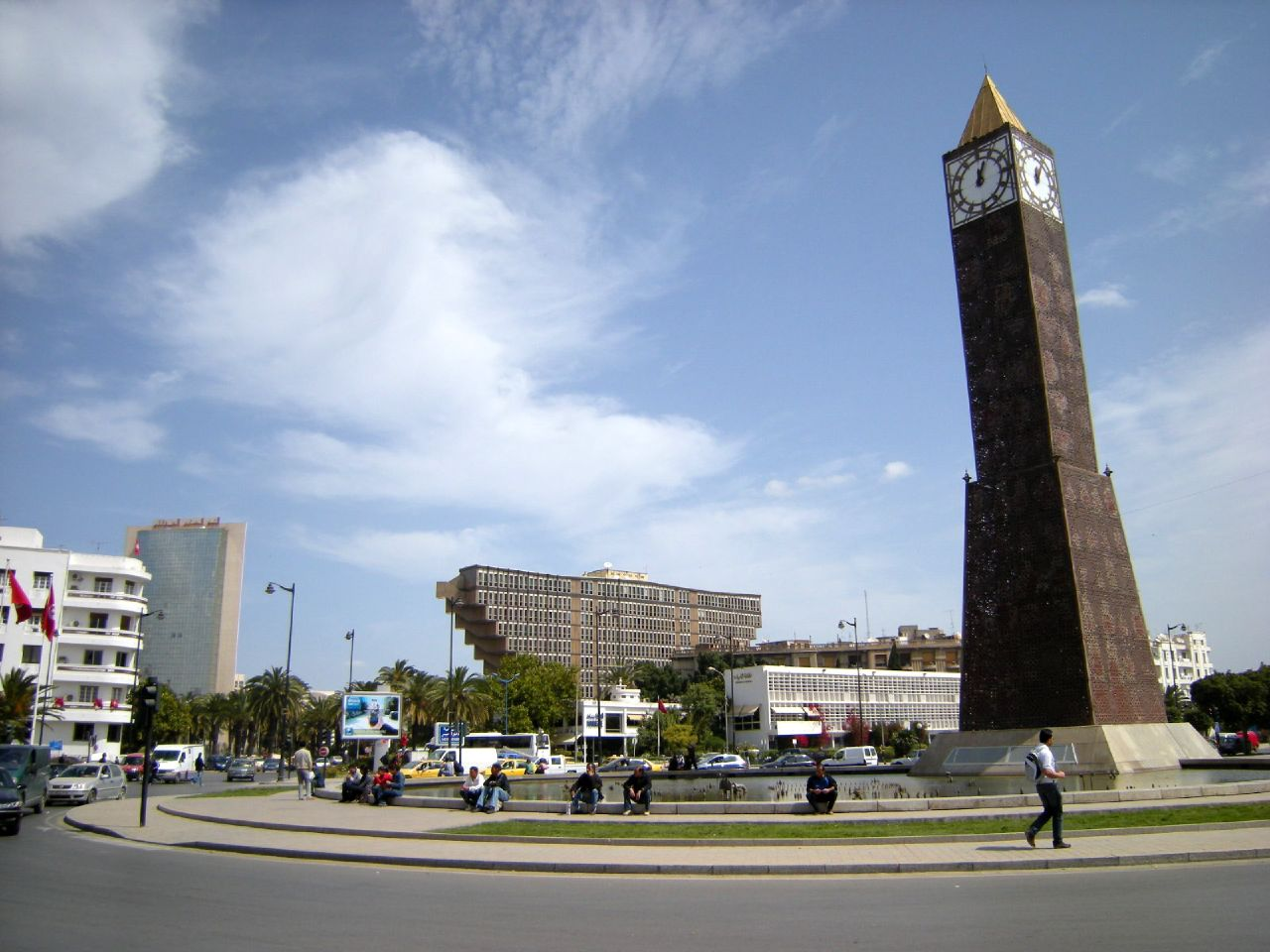
ساحة 14 جانفي 2011

 ساحة 14 جانفي 2011 (كانت تسمى قبل الثورة التونسية ساحة 7 نوفمبر 1987  وقبل ذلك ساحة إفريقيا) إحدى أهم ساحات تونس العاصمة. تقع على شارع شارع الحبيب بورقيبة الرئيسي في مستوى ملتقاه بشارع محمد الخامس، ويتفرع عنها أيضا شارع جان جوراس ونهج تركيا. كان يتوسط الساحة بين 1978 و1988 تمثال يمثل الرئيس الحبيب بورقيبة على حصان إلا أنه نُقل إلى حلق الوادي بعد حركة 7 نوفمبر 1987 التي أعطت اسمها للساحة. برج الساعة يتوسط الساحة منذ 2001. يقع على مقربة من الساحة عدة مباني تحتضن مصالح هامة مثل وزارة الداخلية ووزارة السياحة ومقرات البنك التونسي وتأمينات كومار وشال تونس. .
أعطي الاسم القديم ساحة إفريقيا للساحة التي كانت تسمى سابقا ساحة جان دارك في نهاية نهج فلسطين.
وفي العام السادس بعد ثورة 14 جانفي 2011 التي كانت نتيجتها قلب نظام الرئيس السابق زين العابدبن بن علي أمر الرئيس الباجي قائد السبسي بإعادة تمثال الحبيب بورقيبة إلى مكانه الطبيعي و قد تم ذلك بقرار جمهوري منه . وتم تدشين التمثال يوم 14 مارس 2016 وسط ترحيب الكثيرين بينما رفض البعض هذا القرار .

## مقالات ذات صلة
- برج الساعة (تونس)